# Oued el Alleug
Oued el Alleug är en ort i Algeriet.   Den ligger i provinsen Tipaza, i den norra delen av landet, 30 km sydväst om huvudstaden Alger. Oued el Alleug ligger 47 meter över havet och antalet invånare är 21 146.
Terrängen runt Oued el Alleug är huvudsakligen platt, men åt nordväst är den kuperad.Runt Oued el Alleug är det tätbefolkat, med 383 invånare per kvadratkilometer. Närmaste större samhälle är Beni Mered, 7,2 km sydost om Oued el Alleug. Trakten runt Oued el Alleug består till största delen av jordbruksmark.